# Xorides rubrator
Xorides rubrator är en stekelart som beskrevs av Andrey Ivanovich Khalaim och Ruiz-cancino 2007. Xorides rubrator ingår i släktet Xorides och familjen brokparasitsteklar. Inga underarter finns listade i Catalogue of Life.